# Sigmogloea
Sigmogloea is een monotypisch geslacht van schimmels uit de orde Tremellales. Het bevat alleen Sigmogloea tremelloidea. 